# Milagre eucarístico de Santarém
O milagre eucarístico de Santarém, também chamado de Santíssimo Milagre, trata-se de um milagre eucarístico o qual ocorreu em Santarém, Portugal, no século XIII, sendo ainda hoje objeto de uma veneração nacional e internacional.
Corria o ano de 1226 (ou o de 1247, segundo alguns cronistas) quando, em Santarém, vivia uma pobre mulher, a quem o marido muito maltratava, andando desencaminhado com outra. Cansada de sofrer, foi pedir a uma mulher judia que, com os seus feitiços, pusesse fim à sua triste sorte. Prometeu-lhe esta remédio eficaz, mas necessitaria de uma hóstia consagrada. 

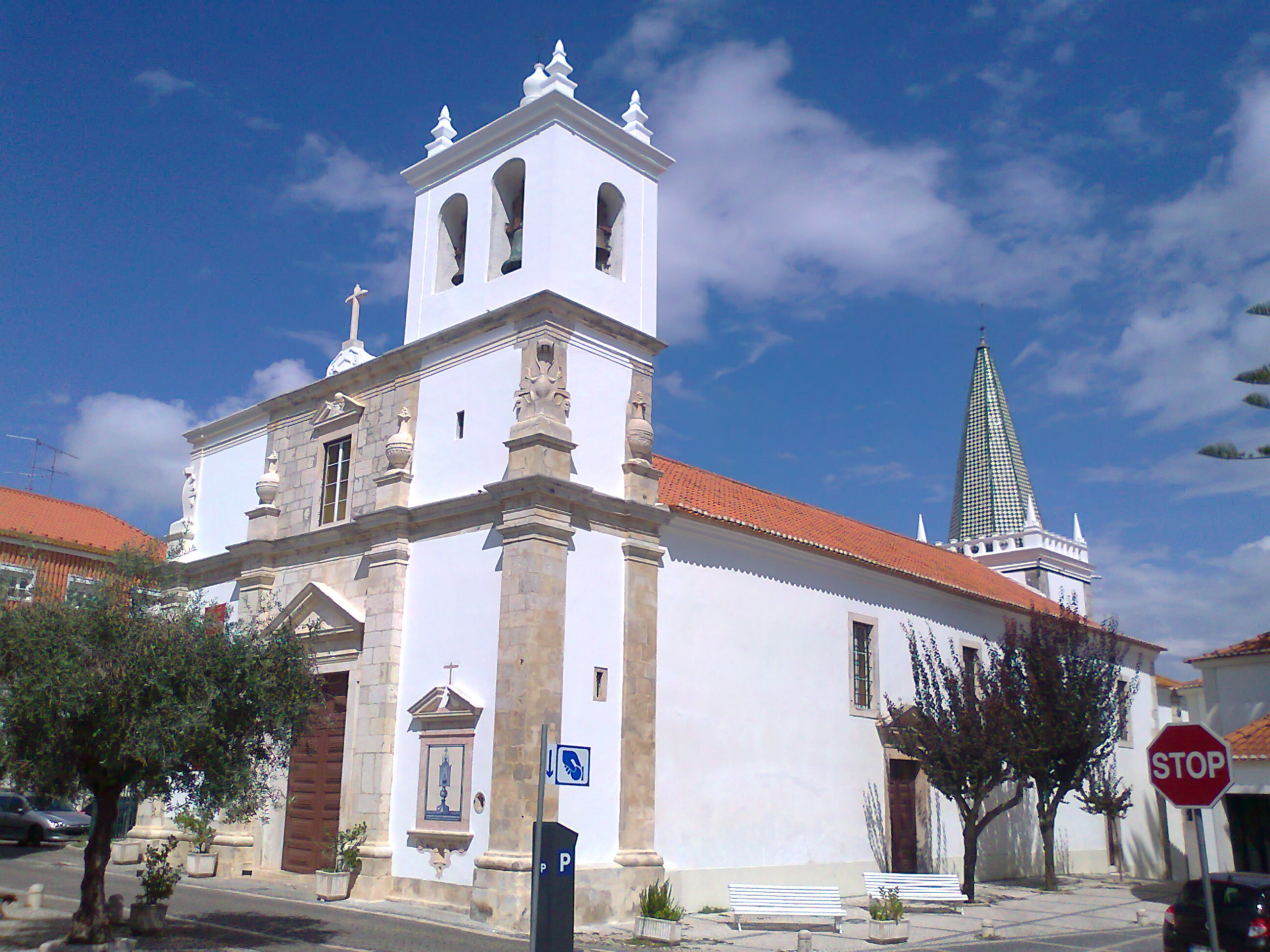
O Santuário do Santíssimo Milagre de Santarém (ou Igreja de Santo Estevão)

Depois de hesitar, a pobre mulher foi à Igreja de Santo Estêvão, confessou-se e, recebida a Sagrada Partícula, com suma cautela a tirou da boca, embrulhando-a no véu. Saiu rapidamente da igreja, encaminhando-se para a casa da feiticeira. Mas, então, sem que ela o notasse, do véu começou a escorrer sangue, o que, visto por várias pessoas, as levou a perguntar à infeliz que ferimentos tinha. Confusa em extremo, corre para casa, e encerra a Hóstia Miraculosa numa arca. Passou o dia, entretanto, e à tarde voltou o marido. Já em alta noite, acordam os dois, e vêem toda a casa resplandecente. Da arca saíam misteriosos raios de luz. Inteirado o homem do acto pecaminoso da mulher, de joelhos, passaram o resto da noite, em adoração. 
Mal rompeu o dia, foi o pároco informado do prodígio sobrenatural. Espalhada a notícia, meia Santarém acorreu pressurosa a contemplar o Milagre. A Sagrada Partícula foi então levada, processionalmente, para a Igreja de Santo Estêvão, onde ficou conservada dentro de uma espécie de custódia feita de cera. Mas, passado alguns anos (em 1340), ao abrir-se o sacrário para expor à adoração dos fiéis, como era costume, encontrou-se a cera feita em pedaços e, com espanto, descobriu-se que a Sagrada Partícula se encontrava encerrada numa âmbula de cristal, miraculosamente aparecida. Esta pequena âmbula foi colocada num ostensório de prata dourada, onde ainda hoje se encontra. 
A Igreja Paroquial de Santo Estêvão é actualmente o Santuário do Santíssimo Milagre. Desde a ocorrência do milagre, esta igreja foi destino de inúmeras procissões, feitas pela corte régia, ou por grandes personalidades da nobreza e do clero, sobretudo a pretexto de doenças, cheias, ou de seca. Muitos são os ecos que, documentalmente, nos ficaram como testemunho, como o caso da Rainha Santa Isabel, que passando por Santarém a caminho de Coimbra, a fim de pacificar as discórdias entre seu marido D. Dinis e seu filho D. Afonso IV, mandou fazer uma procissão de preces, em que ela acompanhou descalça o Santíssimo Milagre, com uma corda ao pescoço e coberta de cinzas, implorando assim a misericórdia do Altíssimo. Também o rei D. Afonso VI, a 25 de Janeiro de 1664, ao deslocar-se a Santarém, não deixou de visitar a Igreja do Santíssimo Milagre e o Convento de São Domingos, onde, por esta época, se conservava a misteriosa toalha que envolvera a Sagrada Hóstia e na qual era ainda visível o sangue. No local onde se situava a casa da pobre mulher, encontra-se hoje a Ermida do Milagre.